# ネゲヴ空中衝突事故 (1983年)
ネゲヴ空中衝突事故（1983 Negev mid-air collision）は、1983年5月1日にイスラエル南部のネゲヴ砂漠上空で発生した、イスラエル航空宇宙軍所属のF-15D戦闘機とA-4N攻撃機によって発生した空中衝突事故である。この衝突事故でF-15は右主翼をほぼ完全に失ったが、自力で飛行を続け基地に帰投したことで有名となった事件である。

## 概要
1983年5月1日、イスラエル南部のネゲヴ砂漠上空において異種航空機戦闘訓練（DACT）を実施していたイスラエル空軍第106飛行隊所属のF-15D"Baz"957号機と、同軍第116飛行隊所属のA-4N"Ayit"374号機によって発生した空中衝突事故である。A-4N攻撃機のパイロットはベイルアウト（射出座席による空中脱出）し一命を取り留めたが、A-4Nは墜落し失われた。
空中衝突により、F-15Dの右舷側主翼は根元から約60cmを残して完全に失われた状態となったが、燃料流出により発生した煙（蒸気）により、パイロットのZiv NediviとナビゲーターのYehoar Galは、その事に気付くことができなかった。F-15は衝突後、制御不能に陥りかけたが、Ziv Nediviはアフターバーナーを使用して増速し、機体の制御を取り戻した。F-15は残った主翼、水平尾翼、機体そのものにより揚力を得る事ができ、失速に陥ることなく飛行を続け、衝突場所から約15km離れたラモン空軍基地に着陸し、滑走路の終端の約6m手前で停止する事ができた。Ziv Nediviは後に、『もし主翼が無くなっている事に気付いていたら、ベイルアウトしていたかも知れない』と話している。しかしながら彼は、F-15の速度の速さについても言及しており、『ロケットのような速さで、翼は不要だったのだろう』としている。
事故機のF-15D 957号機 "スカイ・ブレイザー" はテルノフ空軍基地の修理部隊により修復され、再び第106飛行隊で運用可能となった。957号機は1982年のレバノン侵攻（ガリラヤの平和作戦）において4機のシリア空軍機を撃墜していたが、事故から2年半後の1985年11月19日にシリア空軍のMiG-23を撃墜し、撃墜数を5機に伸ばした。
この事故は、前年（1982年）に発生したレバノン侵攻作戦（ガリラヤの平和作戦）において、シリア空軍のMiG-21が発射したR-3空対空ミサイルが主翼に突き刺さった状態で帰投に成功した同じイスラエル空軍第106飛行隊のF-15Cの事例と合わせて、F-15の飛行性能、生存性の高さを物語るエピソードとして知られるようになった。